# Peter Gabrian

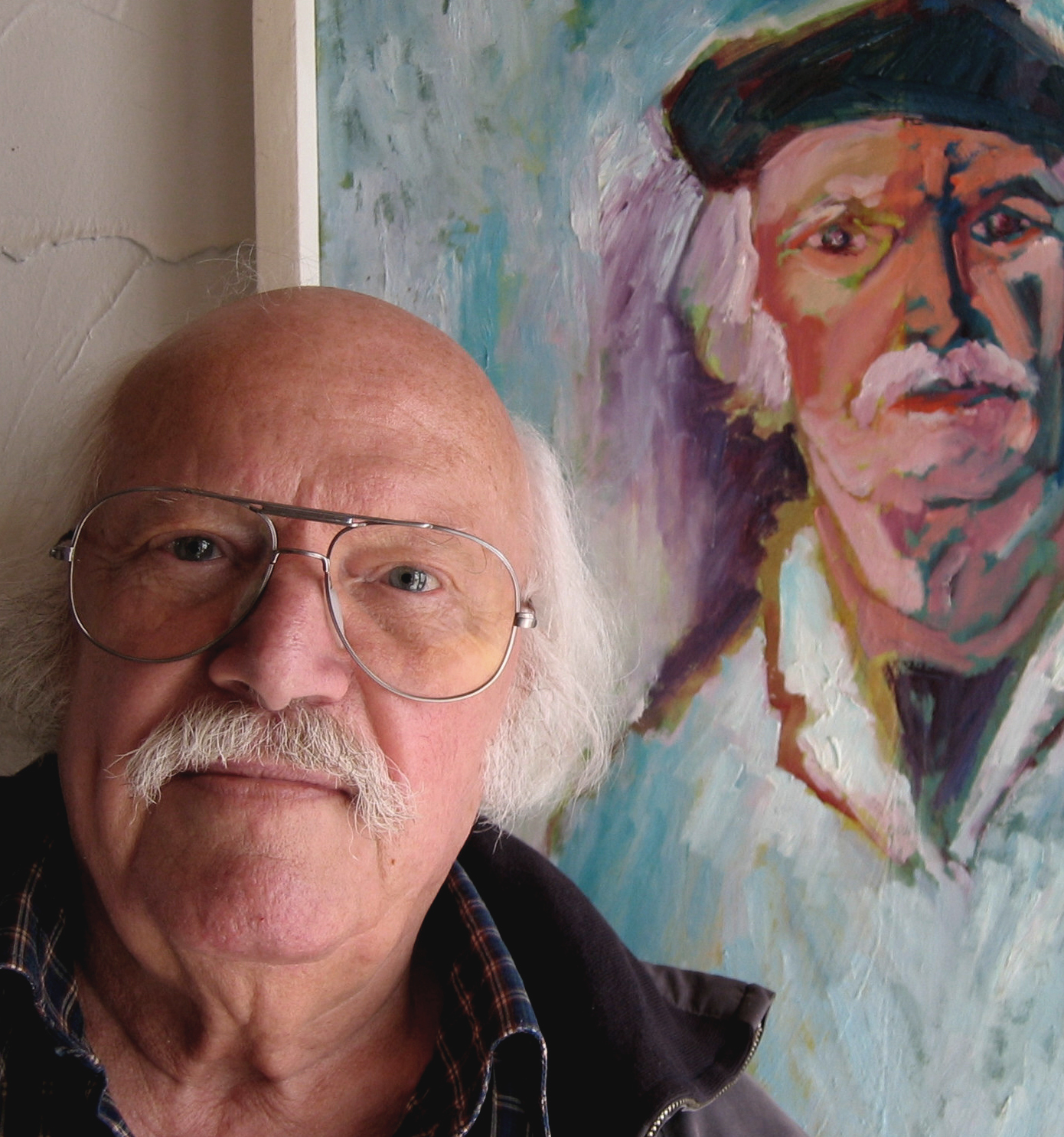
Der Maler (2007) vor einem Selbstporträt

Peter Gabrian, auch Peter K. (= Karl) Gabrian (* 1. Mai 1922 in Offenbach; † 24. Dezember 2015 in Bad Bodendorf) war ein deutscher Künstler. Sein Arbeitsgebiet war hauptsächlich die Malerei, seine bevorzugten Genres waren die Landschaft und das Porträt.

## Leben
Nach Rückkehr und schwerer Verwundung im Winterkrieg in Finnisch-Lappland eignete sich Gabrian von 1949 bis 1951 an der Werbefachschule der Universität Bonn die Grundlagen für eine Existenz als freischaffender Künstler an. Sein Schaffenszentrum war von den 1950er bis in die 1970er Jahre das Atelierhaus in Holzlar-Heidebergen.
Peter Gabrian war seit 1960 im Bundesverband Bildender Künstlerinnen und Künstler (BBK). Er organisierte im Rahmen dieser Künstlerorganisation in den Jahren 1980 bis 1984 als Delegationsleiter internationale Künstler-Begegnungs-Seminare in Kuopio in Finnland, so den Juho-Rissanen-Bildkunstsommer. Bis 1993 folgten weitere internationale Künstlerworkshops, bei denen der deutsch-finnische Kulturaustausch und die Begegnung von Künstlern aus verschiedenen europäischen Ländern im Zentrum standen.
Gabrian war Vater von vier Kindern. Er lebte und arbeitete zuletzt in Bad Neuenahr-Ahrweiler (Ortsteil Bachem). Im hohen Alter erhielt er für seine Verdienste um den Kulturaustausch zwischen Deutschland und Finnland eine „Künstlerpension“ des Bundespräsidenten.

## Werk
Wegen seiner künstlerischen Leidenschaft für Lappland, die Gabrian in unzähligen, teils großformatigen Landschaftsgemälden umsetzte, bezeichnete ihn Frank Günter Zehnder, der ehemalige Direktor des Rheinischen Landesmuseums Bonn, als den Maler der Mitternachtssonne.
Am 28. Mai 1993 wurde Gabrian anlässlich seiner Ausstellung in den Spittelkolonnaden in Berlin vom Botschafter der Republik Finnland Kai Helenius im Auftrag des Finnischen Ministerpräsidenten das „Ritterkreuz des Ordens der Finnischen Weißen Rose“ überreicht.
In den letzten Jahren widmet sich Gabrian verstärkt der Aquarelltechnik. So entstand in seiner heimatlichen Region, der Eifel, eine größere Serie von Bildern, die den blühenden Ginster im Frühling zeigt. Er gab ihr den Namen „Eifelgold“.
Peter Gabrian betätigte sich auch als Porträtmaler. So malte er die Politiker Kurt Beck und Andrea Nahles.

## Ausstellungen (Auswahl)
Bis 2003 hatte Gabrian 85 Einzelausstellungen in Deutschland, Finnland und Polen. Außerdem war er mit Werken an etwa 120 Gruppenausstellungen beteiligt.
- 1978 Helsinki, „Kuvia Lapista – Lappland in Bildern“
- 1985 Castrop-Rauxel, Rathaus-Galerie „Lappland“
- 1986 Varkaus, „4 Künstler aus Bonn“
- 1990 Alvar Aalto-Bibliothek, Rovaniemi
- 1991 Kreishaus Siegburg, „Jenseits des Polarkreises“
- 1991 Kulturzentrum Ehemalige Synagoge Ahrweiler „Lappland“
- 1993 Spittelkolonnaden, Berlin, „Mitternachtssonne“
- 2002 Höllturm-Galerie, Radolfzell, „Ein Maler sieht Lappland“
- 2003 Bad Neuenahr-Ahrweiler, „Kontraste: Eifelgold – Lappland“
- 2004 Verbandsgemeinde Brohltahl, „Eifelgold – Aquarelle“

## Werke (Auswahl)
Gemälde von Gabrian befinden sich in vielen öffentlichen Sammlungen, unter anderem in der Kunstsammlung des Deutschen Bundestags in Berlin, im Kunstmuseum Kuopio, im Kunstmuseum Danzig/Polen, in der Bank für Gemeinwirtschaft (BfG) Düsseldorf und in der Volks- und Raiffeisenbank Bonn.
- Dunkle Wolke, Öl, 100 × 120 cm
- Waldrand im Winter, Öl, 100 × 120 cm
- Mitternachtssonne, Öl, 80 × 100 cm
- Selbstporträt, 1982, Öl, 80 × 60 cm
- Kuusamo, Waldlandschaft, Öl, 80 × 100 cm
- Stromschnelle, Öl, 80 × 100 cm
- Mondnacht – Stille, Öl, 80 × 100 cm
- Am Kemijoki, Rohrfeder, 29 × 40 cm
- Eifelgold, Aquarell, 32 × 42 cm

## Kataloge
- Peter K. Gabrian – 1922 bis 1992. Sankt Augustin 1992
- 80 Jahre – und kein bisschen leise. Radolfzell 2002
- Kontraste: Lappland – Eifelgold. Bad Neuenahr-Ahrweiler 2004